# Пореченский сельский совет (Луганская область)
Пореченский сельский совет (укр. Поріченська сільська рада) — административно-территориальная единица в Краснодонском районе Луганской области Украины.
Административный центр сельского совета находится в п. Поречье.

## Населённые пункты совета
- с. Королевка
- п. Поречье

## Адрес сельсовета
94406, Луганська обл., Краснодонський р-н, с-ще Поріччя, вул. Терешкової, 37; тел. 91-2-44 (укр.)